# Nocny Maraton Szczeciński
Nocny Maraton Szczeciński – bieg maratoński odbywający się na terenie miasta Szczecina, organizowany corocznie od roku 2015 (w 2020 roku z powodu pandemii COVID-19 bieg został rozegrany w formie wirtualnej). Od 2020 roku zawody są biegiem nocnym, a start jest wyznaczony w drugiej połowie lipca na godzinę 22.00.

## Zwycięzcy
| Edycja | Data             | Ukończyli | Mężczyźni          | Kraj   | Czas    | Kobiety         | Kraj    | Czas    |
| ------ | ---------------- | --------- | ------------------ | ------ | ------- | --------------- | ------- | ------- |
| 1.     | 19 września 2015 | 888       | Bartosz Jurgiewicz | Polska | 2:36:52 | Ewa Huryń       | Polska  | 3:09:18 |
| 2.     | 26 czerwca 2016  | 812       | Paweł Kosek        | Polska | 2:40:19 | Ewa Huryń       | Polska  | 3:07:49 |
| 3.     | 25 czerwca 2017  | 410       | Paweł Kosek        | Polska | 2:40:15 | Ewa Huryń       | Polska  | 3:07:13 |
| 4.     | 3 czerwca 2018   | 427       | Rafał Czarnecki    | Polska | 2:37:18 | Lidia Czarnecka | Polska  | 3:16:23 |
| 5.     | 23 czerwca 2019  | 407       | Rafał Czarnecki    | Polska | 2:32:27 | Iryna Masnyk    | Ukraina | 2:55:56 |
| 6.     | 25.07-16.08.2020 | -         | Rafał Wojtaszek    | Polska | 2:54:44 | Justyna Gąska   | Polska  | 3:57:35 |
| 7.     | 24 lipca 2021    | 236       | Rafał Czarnecki    | Polska | 2:40:16 | Lidia Czarnecka | Polska  | 3:19:43 |
| 8.     | 30 lipca 2022    | 201       | Paweł Szymański    | Polska | 2:43:23 | Agata Kosztowny | Polska  | 3:09:41 |
| 9.     | 29 lipca 2023    | 136       | Dawid Nowaczyk     | Polska | 2:53:22 | Iwona Drozdek   | Polska  | 3:16:11 |
| 10.    | 27 lipca 2024    |           |                    |        |         |                 |         |         |
| 11.    | 19 lipca 2025    | 431       | Filip Jańczak      | Polska | 2:38:19 | Agata Kosztowny | Polska  | 3:06:16 |